# Deuteronomos quercaria
Deuteronomos quercaria là một loài bướm đêm trong họ Geometridae.